# Financijsko tržište
Financijska tržišta (u širem smislu) ili tržišta novca skup su institucija i transakcija gdje se susreću kupci i prodavači i na kojima se odvija trgovina kapitalom. To su fizički ili virtualni prostori kroz koje se razmjenjuju financijska sredstva između različitih ekonomskih subjekata. 
Dijele se primjerice na:
- Tržište novca
- Burze
- Devizno tržište
- Tržište osiguranja

Tržište novca (engl. money market, njem. Geldmarkt) je apstraktni pojam za sveukupne kratkoročne novčane poslove, kojima financijske institucije (uglavnom banke) dolaze do dodatnih likvidnih sredstava, pozajmljuju svoje viškove rezervi ili trguju kratkoročnim vrijednosnim papirima.
Ovisno o visini ponude i potražnje i roku na koji se novac pozajmljuje (na jednu noć – overnight money, jedan dan – daily money, sedam dana, na jedan ili više mjeseci ili do opoziva – call money) formira se kamatnjak.

## Kamatnjak
Kamatnjak je cijena novca. Kamata je izvršena isplata za upotrebu novca. Kamatnjak je svota kamata plaćenih na jedinicu vremena. Ljudi plaćaju za mogućnost pozajmljivanja novca. Kamatnjak je trošak posuđivanja novca, uzimanja novca u zajam, mjeren dolarima na posuđeni dolar (dolar uzet u zajam godinu dana). Kamatnjaci se razlikuju po karakteristikama zajma - rok, dospijeće, rizik, likvidnost, adminstrativni troškovi.
Rastući trend kamatnjaka znak je oskudne likvidnosti, a trend padajućeg kamatnjaka viška ponude kratkoročnih novčanih sredstava nad potražnjom.

## Sudionici tržišta novca
Važni sudionici nacionalnog, a često i svjetskog tržišta novca jesu središnje banke, koje promjenom eskontnih i lombardnih stopa (po kojima odobravaju eskontne i druge oblike kredita poslovnim bankama) te operacijama na otvorenom tržištu bitno utječu na promjenu ponude, potražnje i kamatnjaka na tržištu novca.

## Poveznice
- Banka
- Tržište kapitala
- Kamata

## Vanjske poveznice
- Limun.hr  Arhivirana inačica izvorne stranice od 26. siječnja 2008. (Wayback Machine) - financijski portal